# Archieven van de Insolvente Boedelskamer Antwerpen
De Archieven van de Insolvente Boedelskamer Antwerpen zijn sedert 2009 ingeschreven op de Werelderfgoedlijst voor Documenten genoemd, opgemaakt door de UNESCO. 
De Insolvente Boedelskamer was een bijzondere rechtbank die zich bezighield met personen en bedrijven die in staat van faillissement verkeerden. Het archief bestaat uit de boekhouding van Antwerpse insolvente of in faling geraakte personen vanaf 1518 tot in de 17de eeuw. De collectie beslaat meer dan 150 archieven die zijn ondergebracht in het FelixArchief in Antwerpen. Het archief van de Kamer van insolvente boedels in Antwerpen is vanuit een mondiaal perspectief een cruciale collectie van documentair erfgoed, dat in staat stelt om internationale betrekkingen en interacties in periode 1500-1800 te begrijpen en te analyseren. De collectie geeft een fascinerend beeld van het economische leven in de stad. Door het belang van Antwerpen als handelsmetropool heeft het archief ook een duidelijke internationale dimensie. Antwerpse handelaars hadden correspondenten in de hele wereld. Brieven uit Cadiz, Lissabon en Rome bleven bewaard bij de Insolvente Boedelskamer. 
In Amsterdam kwam er in 1643 een vergelijkbare rechtbank, de Desolate Boedelskamer, in het stadhuis, nu Paleis op de Dam.

## Geschiedenis
In de 16e eeuw was de stad Antwerpen een van de belangrijkste centra van de wereldeconomie, een snel groeiende en levendige metropool die zijn rijkdom baseerde op internationale handel, bankieren en communicatie, vooral tijdens het bewind van de Habsburgse keizer Karel V die regeerde over "een rijk waar de zon nooit onderging". De Spaanse Nederlanden waren een van de wereldhandelscentra. In de Gouden Eeuw die volgde, waar Amsterdam de centrale rol van Antwerpen in de wereldeconomie overnam, bleef Antwerpen een belangrijk internationaal knooppunt, met name in de luxehandel.
In deze context van expansie en internationale handel werd een bijzondere instelling ontwikkeld in Antwerpen. Om de belangen van schuldeisers of cliënten te beschermen, vaardigde de gemeenteraad Antwerpen een verordening uit dat vanaf 1518 alle bezittingen en papieren, correspondentie en archieven van zogenaamde insolvente of failliete personen en bedrijven in beslag moesten worden genomen door de ambtenaar van gerechtheid, de zogenaamde amman, moesten worden geordend en de boedel afgewikkeld. Dit resulteerde in meer dan 150 archieven van personen, bedrijven en handelaren, bewaard in het Stadhuis van Antwerpen. Een reeks momentopnamen van het economische, sociale en culturele leven en de netwerken in de 16e, 17e en 18e eeuw.
De archieven zijn onder andere een aanvulling op het archief van de Nederlandse Verenigde Oostindische Compagnie en een aanvulling op het archief van de Officina Plantiniana van het Museum Plantin Moretus in Antwerpen. Zowel op nationale als internationale schaal zijn deze archieven een van de grootste in zijn soort voor de vroege moderne wereldgeschiedenis. De Vlaamse regering nam dit archief op 24 September 2007 op in de registers van topstukken van cultureel erfgoed in Vlaanderen, naast bijvoorbeeld schilderijen van Breughel en Pieter Paul Rubens.